# Tellidorella cristulata
Tellidorella cristulata är en musselart. Tellidorella cristulata ingår i släktet Tellidorella och familjen Cardiniidae. Inga underarter finns listade i Catalogue of Life.